# Eucilodes caucasicus
Eucilodes caucasicus är en skalbaggsart som först beskrevs av Edmund Reitter 1885.  Eucilodes caucasicus ingår i släktet Eucilodes, och familjen platthöftbaggar. Arten har ej påträffats i Sverige.